# ازوفاگوگاسترودئودنوسکوپی
ازوفاگوگاسترودئودنوسکوپی یا درون‌بینی دستگاه گوارش بالایی (انگلیسی: Esophagogastroduodenoscopy) یک روش اندسکوپی تشخیصی است که امکان نمایانی بخش بالایی دستگاه گوارش از دوازدهه را فراهم می‌کند. اگرچه در این روش التهاب گلو یا فارنژیت شایع هست اما این روش از روش‌های کم‌تهاجمی جراحی به‌شمار می‌آید و ازوفاگوگاسترودئودنوسکوپی نیازمند برش در سطح پوست و بازتوانی بیمار و ریکاوری قابل توجهی نیست و تنها نیاز به آرام‌بخشی یا بیهوشی کوتاه مدتی دارد.

## کاربردها
کاربرد تشخیصی

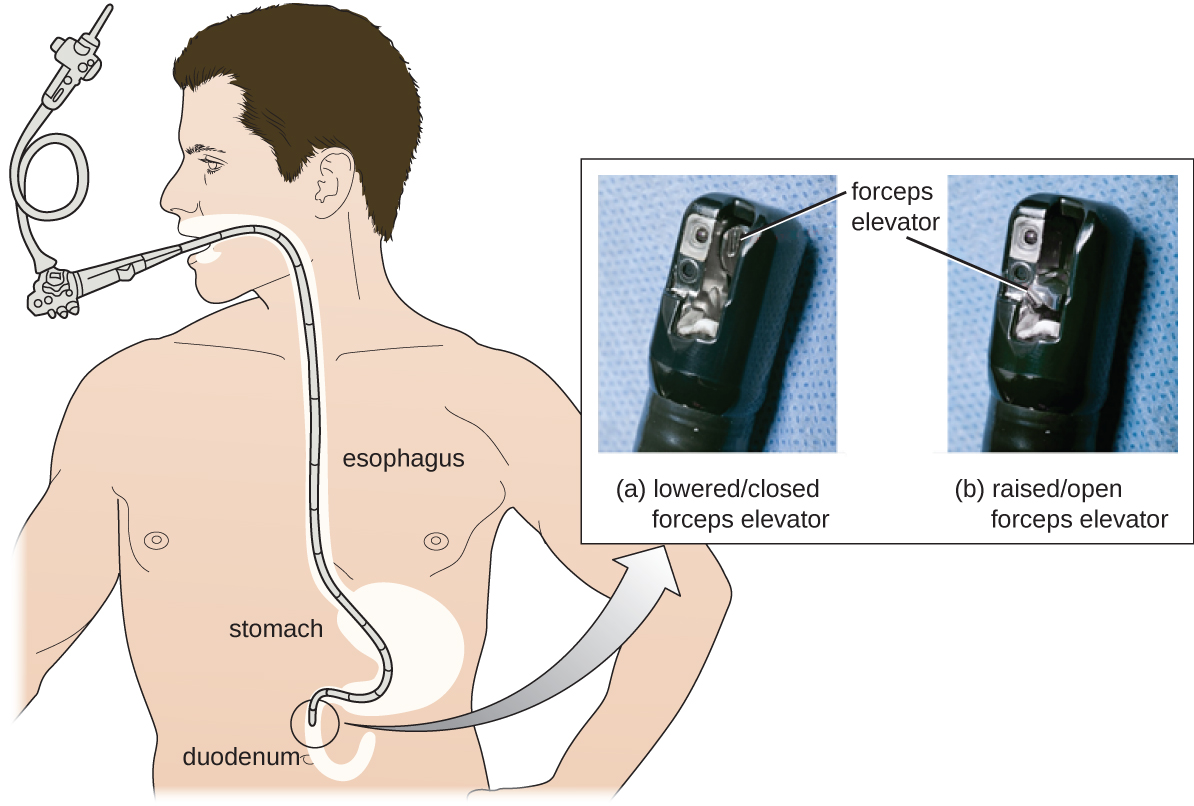

ازوفاگوگاسترودئودنوسکوپی در تشخیص برخی بیماری‌ها مورد استفاده قرار می‌گیرد:
- کم‌خونی توصیف نشده (معمولاً همراه با روش کولونوسکوپی)
- خونریزی دستگاه گوارشی فوقانی با نشانه‌های استفراغ خون یا مِلنا
- سوءهاضمه مزمن در افراد بالای ۴۵ سال
- سوزش قلب یا معده که ناشی از بازگشت اسید به مری است که می‌تواند زخم مری بارت را ایجاد کند.
- استفراغ مزمن
- دیسفاژی (بلع سخت)
- اُدینوفاژی - بلع دردناک
- تهوع مزمن
- بیماری التهابی روده

## نگارخانه

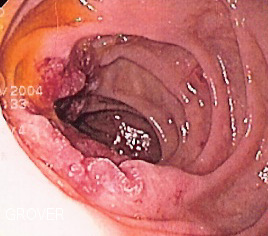
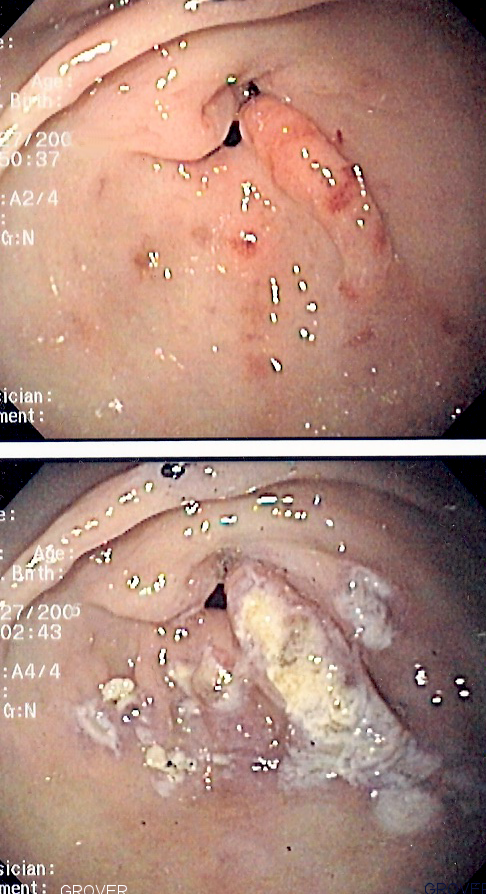
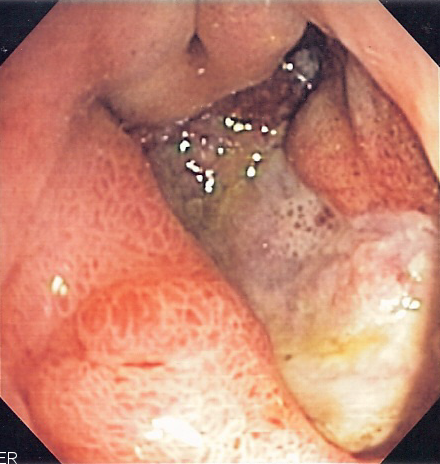
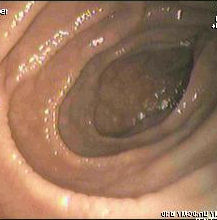
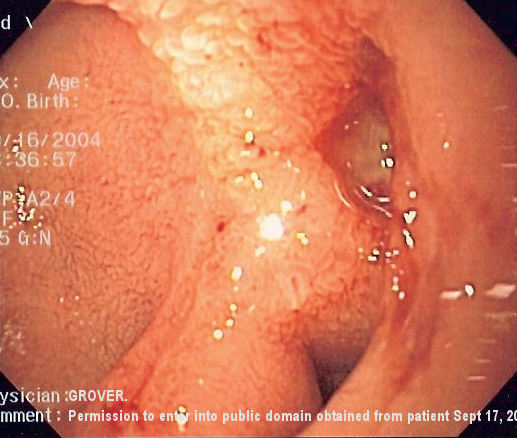